# Liste des évêques de Graz-Seckau
Le diocèse de Graz est érigé en 1218.

## Évêques de Graz
- Karl von Friesach 1218–1230
- Heinrich I. 1231–1243
- Ulrich 1243–1268
- Wernhard von Marsbach 1268–1283
- Leopold 1283–1291
- Heinrich 1292–1297
- Ulrich von Paldau 1297–1308
- Friedrich von Mitterkirchen 1308–1317
- Wocho 1317–1334
- Heinrich von Burghausen 1334–1337
- Rudmar von Hader 1337–1355
- Ulrich von Weißenegg 1355–1372
- Augustin Münzmeister von Breisach 1372–1380
- Johann von Neuberg 1380–1399 (1372 als Gegenbischof)
- Friedrich von Perneck 1399–1414
- Sigmar von Holleneck 1414–1417
- Ulrich  von Albeck 1417–1431
- Konrad von Reisberg 1431–1443
- Georg Lembucher 1443–1446
- Friedrich Gren 1446–1452
- Georg Überacker 1452–1477
- Christoph I. von Trautmannsdorf 1477–1480
- Johann Serlinger 1480–1481
- Matthias Scheit 1482–1502
- Christoph von Zach 1502–1508
- Matthias Scheit 1508–1512
- Christoph Rauber 1512–1530 (Administrator) (seit 1508 Koadjutor)
- Georg von Tessing 1536–1541
- Christoph von Lamberg 1541–1546 (seit 1537 Koadjutor)
- Johann von Malentein 1546–1550
- Philipp Renner 1551–1553 (Administrator)
- Petrus Percic 1553–1572
- Georg Agricola 1572–1584
- Sigmund von Arzt 1584
- Martin Brenner 1585–1615
- Jakob Eberlein 1615–1633
- Johann Markus von Altringen 1633–1664
- Max Gandolf von Kuenburg 1665–1670
- Wenzel Wilhelm Freiherr von Hofkirchen 1670–1679
- Johann Ernst Graf von Thun und Hohenstein 1679–1687
- Rudolf Josef von Thun 1690–1702
- Franz Anton Adolph von Wagensperg 1702–1712
- Joseph Dominicus von Lamberg 1712–1723
- Karl Josef Graf Kuenburg 1723
- Leopold Anton Eleutherius Freiherr von Firmian 1724–1727
- Jakob Ernst von Liechtenstein-Kastelkorn 1728–1738
- Leopold Ernst von Firmian 1739–1763
- Josef Philipp Franz Graf von Spaur 1763–1779
- Josef Adam Graf Arco 1780–1802
- Johann Friedrich Graf von Waldstein-Wartenberg 1802–1812
- Simon Melchior de Petris 1812-1823 als Apostolischer Vikar
- Roman Franz Xaver Sebastian Zängerle 1824–1848
- Joseph Othmar von Rauscher 1849–1853
- Ottokar Maria Graf von Attems 1853–1867
- Johann Baptist Zwerger 1867–1893
- Leopold Schuster 1893–1927
- Ferdinand Stanislaus Pawlikowski 1927–1953
- Josef Schoiswohl 1954–1963

## Évêques de Graz-Seckau
- Josef Schoiswohl (de) 1963–1968
- Johann Weber (de) 1969–2001
- Egon Kapellari (de) 2001–2015
- Wilhelm Krautwaschl (de) seit 2015